# 2'-Amino-3',4'-dimetoxiacetofenona
2'-Amino-3',4'-dimetoxiacetofenona ou 4',5'-dimetoxi-2'-aminoacetofenona é o composto orgânico de fórmula C10H13NO3, SMILES CC(=O)C1=CC(=C(C=C1N)OC)OC e massa molecular 195,22. Apresenta ponto de fusão de 106-108°C e densidade 1,139. É classificado com o número CAS 4101-30-8, CBNumber CB8216100, MOL File 4101-30-8.mol, PubChem CID 602085 e número MDL MFCD00016646.
É o passo inicial da síntese do fármaco Tivozanib. É algumas vezes incorretamente escrita como 2-amino-3,4-dimetoxiacetofenona.